# 新灣

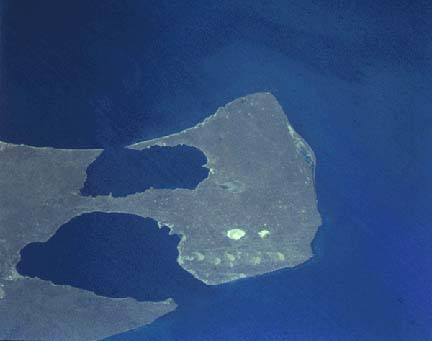

新灣是阿根廷的海灣，由丘布特省負責管轄，長65公里、寬46公里，平均水深80米，最大水深180米，主要港口是馬德林港，是南露脊鯨的交配地。

## 外部連結
- Golfo Nuevo( （页面存档备份，存于） 2009-10-31) - MSN Encarta

42°42′S 65°36′W / 42.700°S 65.600°W